# Chaetonotus beauchampi
Chaetonotus beauchampi is een buikharige uit de familie Chaetonotidae. De wetenschappelijke naam van de soort werd in 1967 voor het eerst geldig gepubliceerd door d'Hondt. De soort wordt in het ondergeslacht Chaetonotus geplaatst.